# Morley (West Yorkshire)
Morley – miasto i civil parish w dystrykcie metropolitalnym Leeds, w hrabstwie West Yorkshire w Anglii. Leży 6,6 km na południowy zachód od miasta Leeds i 270 km na północny zachód od Londynu. W 2001 roku miasto liczyło 54 051 mieszkańców. W 2011 roku civil parish liczyła 29 949 mieszkańców. Morley zostało wspomniane w Domesday Book (1086) jako Morelege/Morelei/Moreleia.